# Elmar Wepper
Elmar Wepper (Augusta, 16 aprile 1944 – Monaco di Baviera, 31 ottobre 2023) è stato un attore e doppiatore tedesco.

## Biografia
Suo padre era un giurista, che fu dichiarato disperso nel 1945 in Russia. 
Fratello minore di Fritz Wepper, ebbe il suo debutto cinematografico nel 1957. A 14 anni cominciò a recitare in teatro Die Kleine Freiheit, dopo che già aveva avuto esperienza in radio. Dopo la maturità assolse l'obbligo di leva, per poi iscriversi, influenzato dal fratello, a Scienze Teatrali e Germanistica, nonostante inizialmente lui fosse più propenso a studiare medicina.
Inizialmente Wepper si dedicò soprattutto al teatro e all'attività di doppiatore. Nel 1974 ebbe però la possibilità di affermarsi come attore televisivo, quando nella popolare serie Der Kommissar entrò nel cast per sostituire il fratello Fritz (l'ispettore Harry Klein, interpretandone peraltro il fratello anche nella finzione (Irwin Klein). Notevole successo ebbe successivamente anche nelle serie Polizeiinspektion 1, Irgendwie und Sowieso, Unsere schönsten Jahre e Zwei Münchner in Hamburg, come partner di Uschi Glas.
Per il suo ruolo di un malato di cancro che si scontra improvvisamente con la morte della moglie in Kirschblüten – Hanami di Doris Dörrie, Elmar Wepper ricevette il Bayerischer Filmpreis nel 2007 e il Deutscher Filmpreis nel 2008 come "miglior attore protagonista". Nello stesso anno fu candidato all'European Film Awards.
In Germania dette voce ad alcune star internazionali come Mel Gibson, Dudley Moore, Gene Wilder e Ryan O'Neal. Doppiò anche Walter Koenig, il "Chekov" di Star Trek, nei film della serie.
Wepper muore improvvisamente all'età di 79 anni per un attacco cardiaco a Monaco di Baviera.

## Vita privata
Elmar Wepper era sposato ed ebbe un figlio. Risiedeva a Planegg.

## Impegno sociale
Wepper fu impegnato nel comitato consultivo della fondazione "Tabaluga" che si dedica a bambini bisognosi.
Fu anche nominato ambasciatore ufficiale della fondazione Deutsche José Carreras Leukämie-Stiftung per la lotta alla leucemia.

## Filmografia

### Cinema
- Heute blau und morgen blau, regia di Harald Philipp (1957)
- Ein unheimlich starker Abgang, regia di Michael Verhoeven (1973)
- Il succhione (Graf Dracula in Oberbayern), regia di Carl Schenkel (1979)
- Caffè Europa, regia di Franz Xaver Bogner (1990)
- Lammbock, regia di Christian Zübert (2001)
- Der Fischer und seine Frau, regia di Doris Dörrie (2005)
- Kirschblüten – Hanami, regia di Doris Dörrie (2008)
- Lommbock, regia di Christian Zübert (2017)

### Televisione
- Der Kommissar – serie TV, 27 episodi (1974-1976)
- Die Leute von Feichtenreut, regia di Franz Peter Wirth – film TV (1976)
- Polizeiinspektion 1 – serie TV, 120 episodi (1977-1988)
- Der große Karpfen Ferdinand und andere Weihnachtsgeschichten, regia di Alfred Weidenmann – film TV (1978)
- Il commissario Köster (Der Alte) – serie TV, episodi 3x04-4x06 (1979-1980)
- Der Millionenbauer – serie TV, 12 episodi (1979-1988)
- Tatort – serie TV, episodi 99-613 (1979-2005)
- L'ispettore Derrick (Derrick) – serie TV, episodio 7x03 (1980)
- Unsere schönsten Jahre – serie TV, 12 episodi (1983-1985)
- La nave dei sogni (Das Traumschiff) – serie TV, 4 episodi (1983-2006)
- Die Wiesingers – serie TV (1984-1989)
- Irgendwie und Sowieso – serie TV, 12 episodi (1986)
- Zwei Münchner in Hamburg – serie TV, 37 episodi (1989-1993)
- Zwei Brüder – serie TV, 17 episodi (1994-2001)
- Unsere Schule ist die Beste - serie TV, 16 episodi (1994-1995)
- Café Meineid – serie TV, episodio 7x01 (1998)
- Rosamunde Pilcher – serie TV, episodio 1x25 (1998)
- Einmal leben, regia di Franz Xaver Bogner – film TV (1999)
- Mutter kommt in Fahrt, regia di Ariane Zeller – film TV (2003)
- Der Traum vom Süden, regia di Christine Kabisch – film TV (2004)
- Utta Danella – serie TV, episodio 1x10 (2004)
- Die Sturmflut, regia di Jorgo Papavassiliou – film TV (2006)
- Zwei Ärzte sind einer zu viel – serie TV, 5 episodi (2006-2009)
- Unter Mordverdacht - Ich kämpfe um uns, regia di Jorgo Papavassiliou (2007)
- Il cammino per la felicità (Ich trag dich bis ans Ende der Welt), regia di Christine Kabisch – film TV (2010)
- Kommissarin Lucas – serie TV, episodio 1x14 (2011)

## Riconoscimenti
- 1990: Bambi d'argento per (Zeitschrift Bild & Funk)
- 2007: Bayerischer Filmpreis come "miglior attore protagonista" per Kirschblüten – Hanami
- 2008: Deutscher Filmpreis 2008 come "miglior attore protagonista" per Kirschblüten – Hanami
- 2009: Ordine "Contro gli Invidiosi" della flotta aerea di Norimberga del Principe del Carnevale
- 2009: Premio della critica cinematografica tedesca come "miglior attore" per Kirschblüten – Hanami